# Leucanopsis umbrina
Leucanopsis umbrina är en fjärilsart som beskrevs av Rothschild 1910. Leucanopsis umbrina ingår i släktet Leucanopsis och familjen björnspinnare. Inga underarter finns listade i Catalogue of Life.